# Кубок домашних наций 1897
Кубок домашних наций 1897 (англ. 1897 Home Nations Championship — Чемпионат домашних наций 1897) — пятнадцатый (15-й) в истории регби Кубок домашних наций, прародитель современного регбийного Кубка шести наций. Формально титул победителя турнира не был присуждён никому по причине скандального снятия сборной Уэльса.
Команда Уэльса снялась с турнира в знак протеста против того, что её главная звезда, Артур Гаулд, был дисквалифицирован из регби за то, что получал деньги за свои выступления (это классифицировалось как профессиональные выступления, что запрещалось тогда). Вследствие этого ряд встреч не был проведён.

## Таблица перед отменой турнира
| Место | Сборная   | Игры    | Игры   | Игры  | Игры      | Очки в матчах | Очки в матчах | Очки в матчах | Очки в турнире |
| Место | Сборная   | Сыграно | Победы | Ничьи | Проигрыши | Забито        | Пропущено     | Разница       | Очки в турнире |
| ----- | --------- | ------- | ------ | ----- | --------- | ------------- | ------------- | ------------- | -------------- |
| 1     | Англия    | 3       | 1      | 0     | 2         | 21            | 27            | −6            | 2              |
| 2     | Ирландия  | 2       | 1      | 0     | 1         | 16            | 17            | −1            | 2              |
| 3     | Уэльс     | 1       | 1      | 0     | 0         | 11            | 0             | +11           | 2              |
| 4     | Шотландия | 2       | 1      | 0     | 1         | 11            | 15            | −4            | 2              |

## Сыгранные матчи

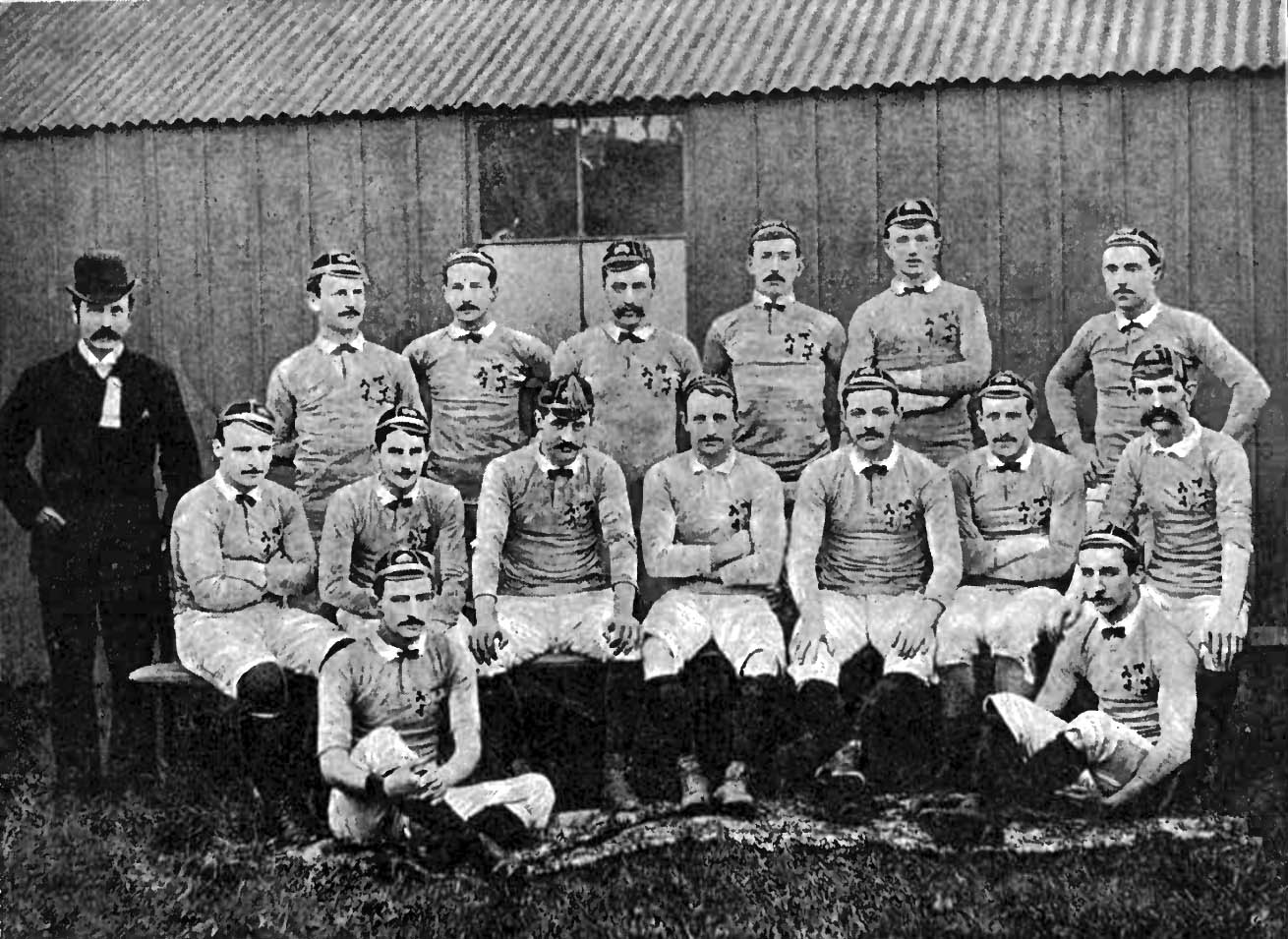
Сборная Ирландии по регби за день до игры с Англией

- 9 января 1897, Ньюпорт: Уэльс 11:0 Англия
- 6 февраля 1897, Дублин: Ирландия 13:9 Англия
- 20 февраля 1897, Эдинбург: Шотландия 8:3 Ирландия
- 13 марта 1897, Манчестер: Англия 12:3 Шотландия